# Проміжні вибори народного депутата України 2015
Проміжні вибори народних депутатів України у 205 окрузі, 2015 — проміжні вибори народного депутата на 205-му виборчому окрузі, які пройшли 26 липня 2015 року. Вибори були призначені після того, як Куліч Валерій Петрович, обраний по цьому округу на виборах 2014 року, склав депутатські повноваження. Під час виборів зафіксовані численні порушення законодавства, найбільше було порушень з боку двох основних кандидатів — Березенка та Корбана, однак суд відмовився визнавати порушення обох сторін. Явка становила близько 30 %. За даними ЦВК за 28 липня, переміг Березенко із 35,90 %, що становило лише приблизно 10 відсотків усіх виборців на окрузі.

## Передумови
Валерій Куліч, який переміг на 205 окрузі, був призначений головою Чернігівської обласної державної адміністрації. Замість нього потрібно було вибрати іншого представника від 205 округу. Вибори призначили на 26 липня 2015 року.

## Учасники
Всього зареєструвались 127 кандидатів, проте значна частина зняли свої кандидатури і залишилося тільки 91. 84 — самовисуванці, 7 — від партій. Більшість кандидатів ніколи не проживали в Чернігові, що видно із їхніх біографій на сайті ЦВК. Деякі з них ніколи не були в місті до виборів, навіть під час офіційної виборчої кампанії, місцеві жителі із 91 кандидата бачили і чули всього близько 30 кандидатів.
Округ 205 охоплює більшу частину одного з двох районів Чернігова — східного, Деснянського. Всього на окрузі 83 виборчих дільниці і 146,9 тис. виборців.

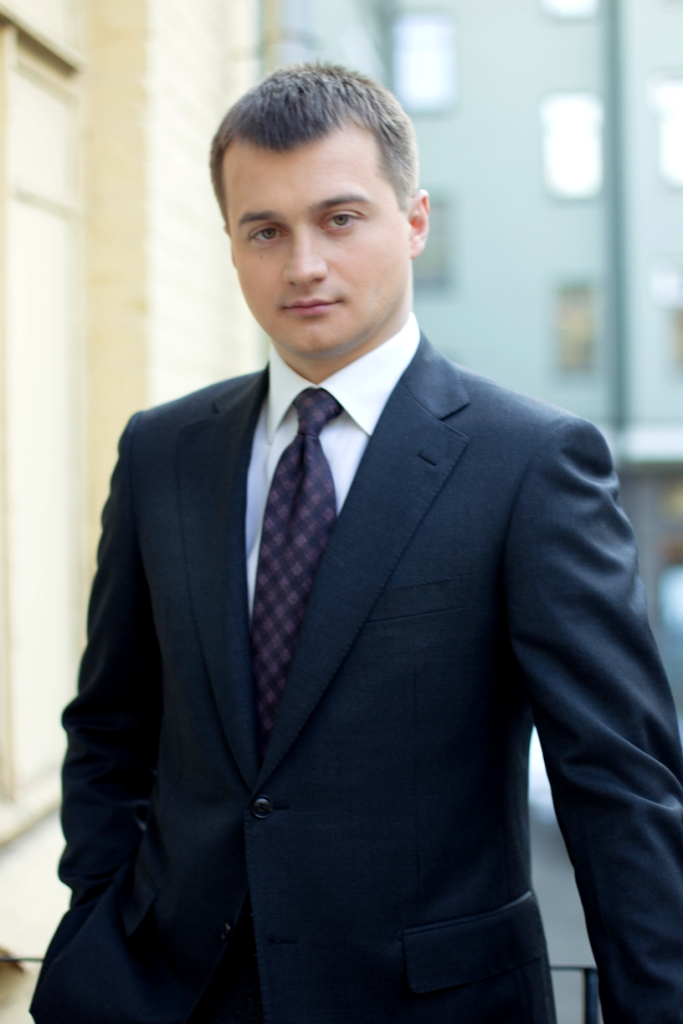
Сергій Березенко
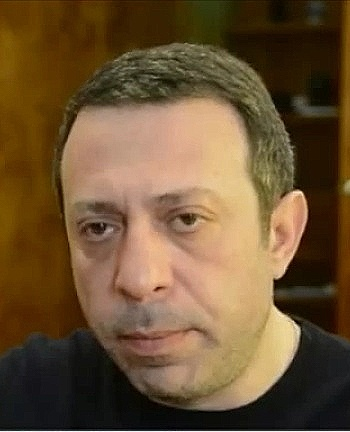
Геннадій Корбан
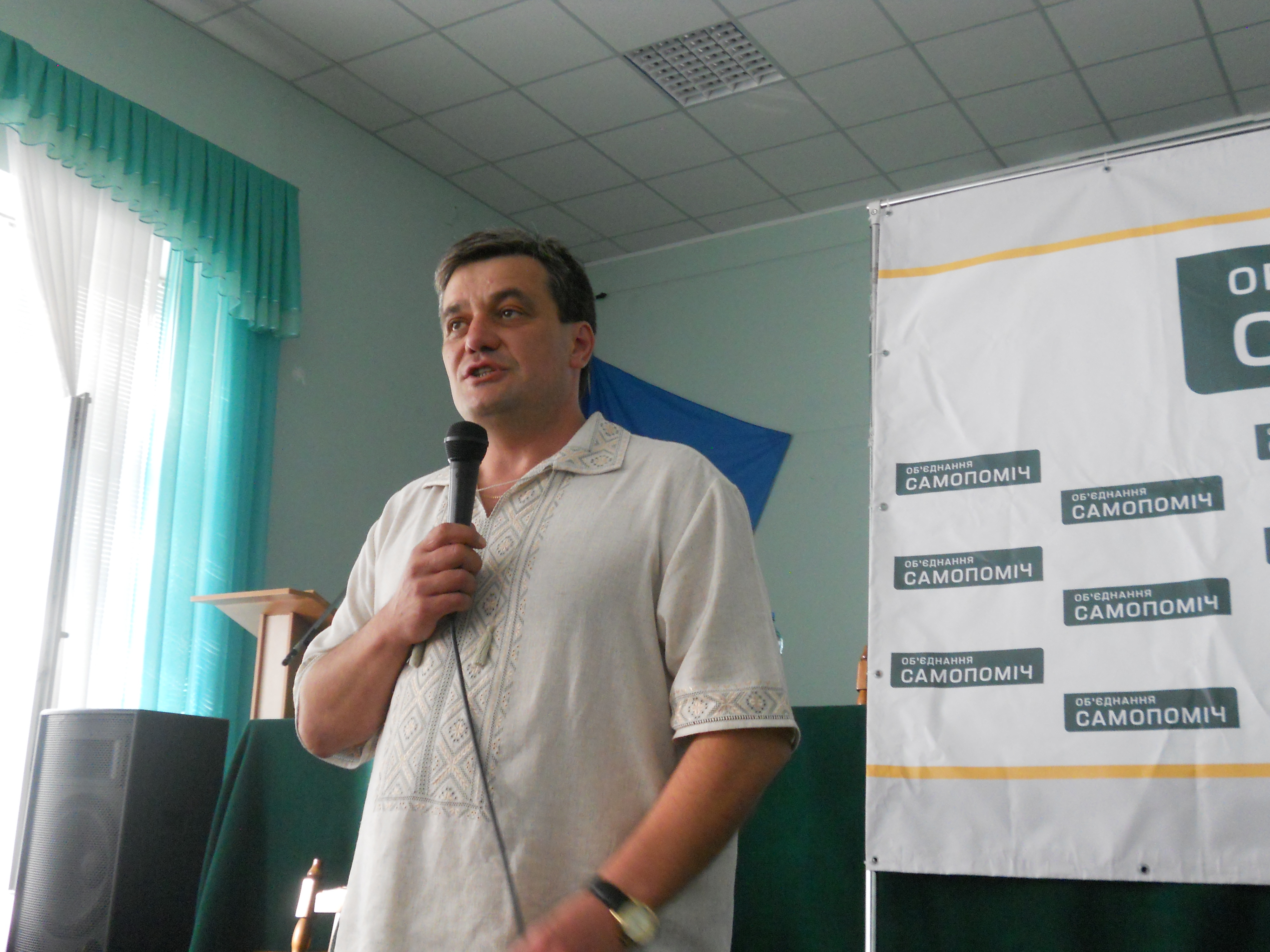
Володимир Зуб
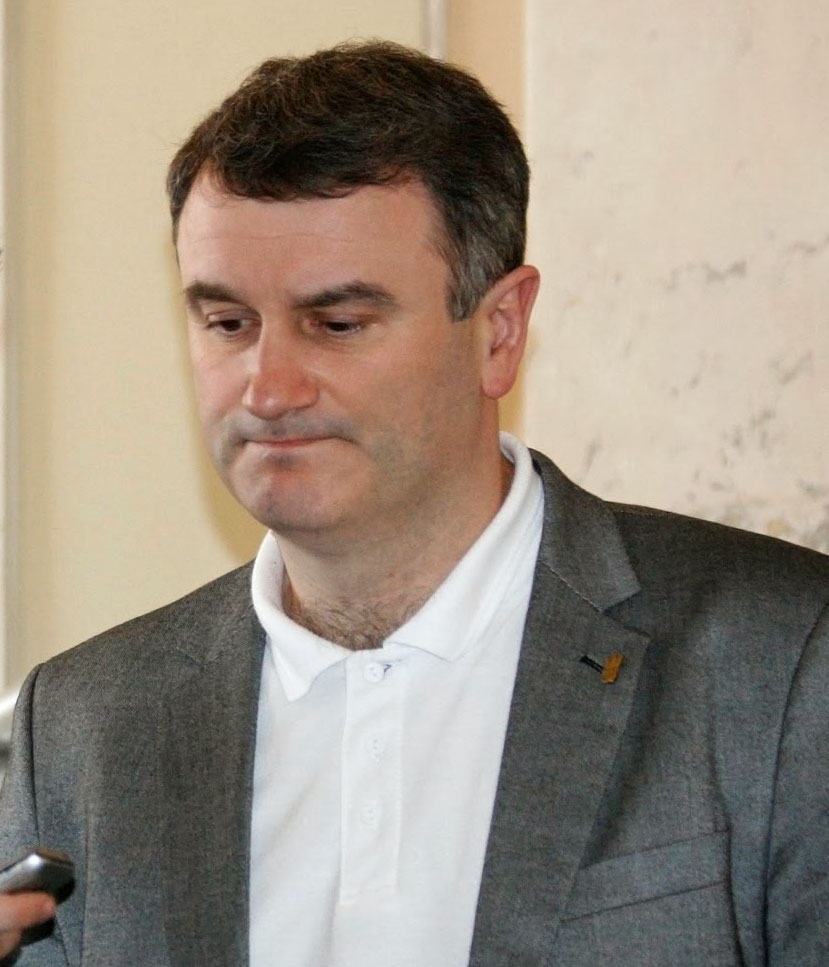
Андрій Міщенко
Микола Звєрєв

### Спостерігачі
За виборами спостерігали 4 українських громадських організації і жодна міжнародна.

## Порушення під час виборів

### До офіційного старту виборчої компанії
Обоє головних фаворитів виборів — Сергій Березенко та Геннадій Корбан почали з порушень законодавства. Фактична агітація розпочалася до офіційного старту компанії. Так, по місту Чернігову були розвішані плакати із рекламою Регіональної ради, яку очолює Березенко, а також з його персональною рекламою. А реклама Корбана звучала в ефірі місцевих радіостанцій.

### Під час виборчої компанії

#### Підкуп виборців через благодійний фонд
Під час виборів до ВР Березенко використовував підкуп виборців та адміністративний ресурс (через мера Чернігова Атрошенка), в тому числі через благодійний фонд Атрошенка «Поліський оберіг». При цьому міська поліція підтримувала дії Березенка.

#### Затримання автомобіля з грошима
Підозрілий автомобіль — чорна «Toyota Camry» — знаходився на вулиці Рокосовського, біля магазину Екомаркет. В автомобілі з київськими номерами заблокувалися 4 чоловіки. На вимогу депутатів виходити відмовилися. Тільки через 7 годин, після дзвінка прокурора, пасажири автомобіля вийшли. Автомобіль опечатали, а пасажирів авто доставили до відділення міліції і допитали. Після допиту їх було відпущено. На другий день тільки по-обіді співробітники міліції приїхали обшукувати транспортний засіб, де знайшли 500 конвертів по 400 гривень в кожному, всього 200 000 гривень. Також знайдено порвані документи, набої та 2 травматичних пістолети, помпова рушниця, автомат Калашникова з магазинами. Антон Шевцов (тодішній начальник МВС у Чернігові) працював на Березенка в його особистій охороні до того, як очолив міліцію у Чернігові.
Після опечатування і обшуку автомобіля Тарас Костанчук (інший кандидат) заявив, що автомобіль його. Як і гроші та зброя. Він повідомив, що зброя офіційно оформлена. Через незручності, пов'язані з обшуком авто, планує подавати до суду, а охороняти пообіцяв бійцями батальйону «Донбас».

#### Роздача грошей із офісу Березенка
18 липня 2015 року народний депутат Віталій Купрій оприлюднив інформацію про факти підкупу виборців у Чернігові на 205 окрузі. Разом з ним перебували три інші народні депутати — Ігор Луценко, Денисенко, Дідич та два кандидати в депутати — Геннадій Корбан та Ігор Андрійченко. За словами депутата, за голос виборця давали 400 гривень. Разом із ними в приміщенні того штабу Березенка були міліцейські слідчі та журналісти. Слідчі допитували чернігівців і ті призналися, що прийшли за 400 грн.
Міліція дозволила вільно покинути приміщення працівникам офісу Березенка із сумками та рюкзаками і складалося враження, що вона діє на їхню користь. Під офісом зібралися тітушки, на яких міліція теж не відреагувала.

#### Реклама у «день тиші»[16]
25 липня у місті з'явилися плакати Корбана з гаслами: «Краще годувати людей їжею, ніж порожніми обіцянками» (Корбан масово роздавав продуктові набори). Також залишилася реклама багатьох інших кандидатів, найбільше непряма реклама Березенка з дітьми і написами червоним (червоний — колір рекламної кампанії Березенка і партії «Солідарність», від якої він йде). Активістками від Корбана роздавалися білі троянди всім бажаючим чернігівкам.

#### Роздача продуктів від Корбана
Із 14 липня 2015 року Геннадій Корбан організував видачу обідів та продуктових наборів по місту Чернігову. Охорону наметів забезпечували чоловіки міцної статури. Біля наметів утворилися черги та тіснява. Дехто з черги займав місце кілька разів. Біля місць роздачі наборів помічено і депутатів від «Блоку Петра Порошенка», в тому числі — Вадима Денисенка.

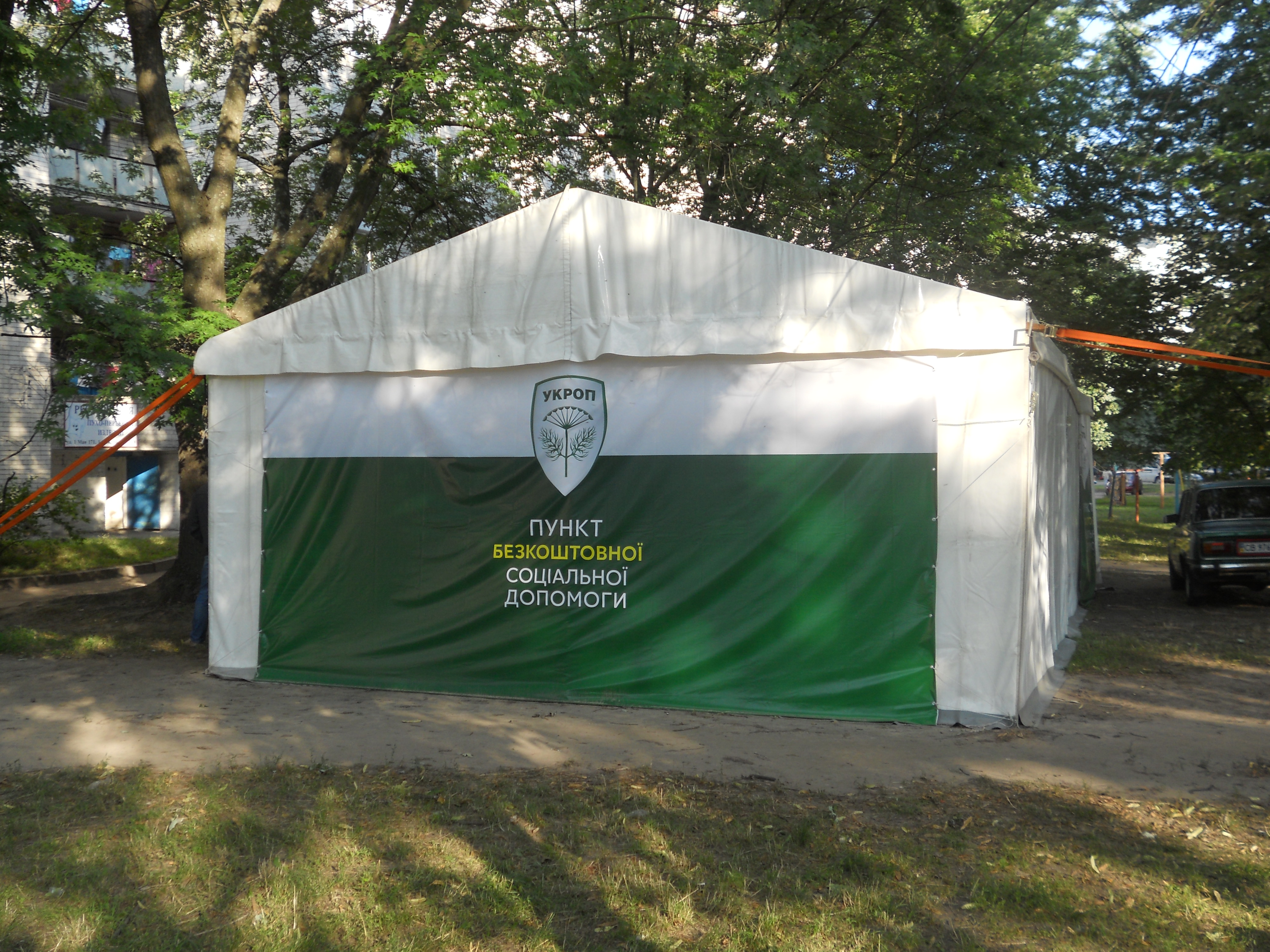
Палатка видачі обідів та продуктових наборів Корбана
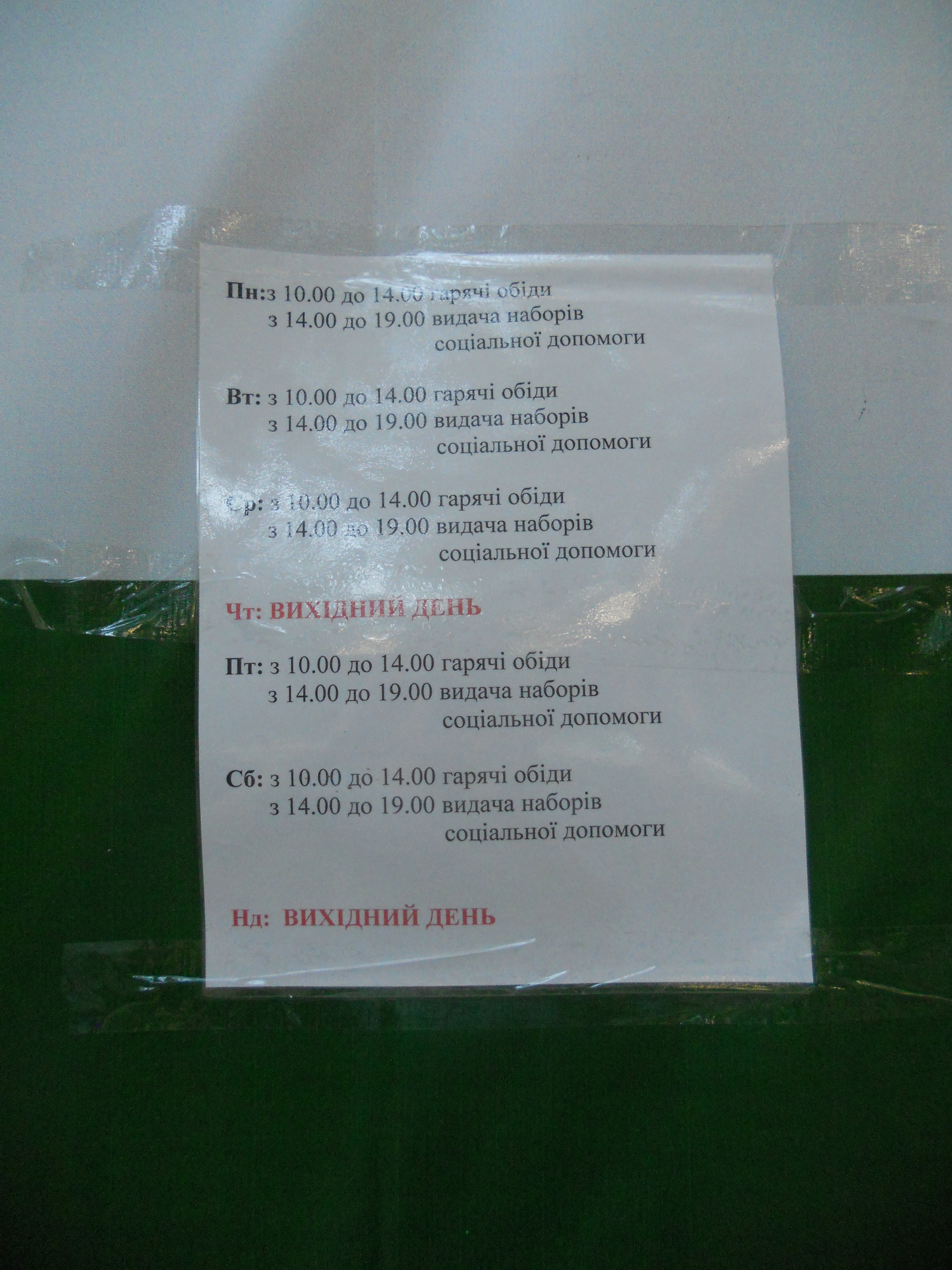
Розклад видачі обідів та продуктових наборів Корбана

«Демократичний альянс» подав на Корбана до суду. Після слухання справи 22 липня 2015 року Чернігівський окружний адміністративний суд не побачив підкупу у роздаванні гречки та інших продуктів. Ігор Андрійченко (заступник голови партії) повідомив, що продовжить збирати докази, коментуючи ситуацію так: «Враховуючи те, що Чернігів поділився на дві частини, одна половина працює на ‪#‎корбан‬'а, інша на ‪#‎березенко‬ — нікому і до суду подати. Ці двоє після виборів поїдуть, а нам тут далі жити і працювати.»

#### Повідомлення про зняття Березенка
В ніч на 26 липня невідомі розклеїли афіші з повідомленням, що Березенко через численні порушення знявся із виборів.

## Прогнози
За інформацією подробності.юа, близько 20 % чернігівців не прийдуть на вибори. А ті що прийдуть, проголосують за Березенка — 20 %, за Корбана — 15 %. В той же час третина досі не визначилася.

## Перебіг подій під час голосування 26 липня
- 9-00. За інформацією чернігівського сайту Пік, більшість дільниць для голосування відкрилися. Суттєвих порушень не зафіксовано[24];
- 12-00. За даними цвк, явка лише 16.17 %;[25]
- 16-00. За даними цвк, явка лише 26.22 %;[25]

## Підсумки голосування
За підсумками голосування народним депутатом від 205 округу був обраний Березенко Сергій Іванович. Більшість виборців проігнорували вибори. Явка склала лише 35 %, фактично підтримка Березенка близько 10 %.
| Місце | Кандидат                          | Партія, що висунула             | Партійність                         | Результат | Кількість голосів |
| ----- | --------------------------------- | ------------------------------- | ----------------------------------- | --------- | ----------------- |
| 1     | Березенко Сергій Іванович         | Блок Петра Порошенка            | Блок Петра Порошенка                | 35.90 %   | 17782             |
| 2     | Корбан Геннадій Олегович          | УКРОП                           | УКРОП                               | 14.76 %   | 7311              |
| 3     | Зуб Володимир Іванович            | самовисування                   | Об'єднання «Самопоміч»              | 8.25 %    | 4088              |
| 4     | Андрійченко Ігор Володимирович    | Демократичний альянс            | Демократичний альянс                | 7.97 %    | 3948              |
| 5     | Звєрєв Микола Вікторович          | самовисування                   | Громадянська солідарність           | 7.62 %    | 3777              |
| 6     | Міщенко Андрій Миколайович        | ВО «Свобода»                    | ВО «Свобода»                        | 6.97 %    | 3456              |
| 7     | Дем'яненко Олексій Олексійович    | самовисування                   | Опозиційний блок                    | 5.45 %    | 2700              |
| 8     | Мельник Олександр Григорович      | Громадянська позиція            | Громадянська позиція                | 3.40 %    | 1686              |
| 9     | Глаба Андрій Володимирович        | самовисування                   | безпартійний                        | 1.63 %    | 811               |
| 10    | Карбан Генадій Валерійович        | самовисування                   | безпартійний                        | 1.58 %    | 787               |
| 11    | Мікац Олег Михайлович             | самовисування                   | Правий сектор (колишній висуванець) | 0.77 %    | 385               |
| 12    | Костанчук Тарас Дмитрович         | самовисування                   | безпартійний                        | 0.69 %    | 345               |
| 13    | Ткач Юрій Володимирович           | Політична партія «Республіка»   | Політична партія «Республіка»       | 0.66 %    | 330               |
| 14    | Дурнєв Олексій Сергійович         | самовисування                   | безпартійний                        | 0.40 %    | 202               |
| 15    | Безуглий Сергій Юрійович          | самовисування                   | безпартійний                        | 0.32 %    | 160               |
| 16    | Нароха Олег Петрович              | самовисування                   | безпартійний                        | 0.26 %    | 129               |
| 17    | Ананьєва Лариса Миколаївна        | самовисування                   | безпартійна                         | 0.22 %    | 112               |
| 18    | Барбарич Михайло Андрійович       | самовисування                   | безпартійний                        | 0.22 %    | 112               |
| 19    | Мельник Андрій Володимирович      | самовисування                   | безпартійний                        | 0.16 %    | 84                |
| 20    | Романенко Василь Григорович       | самовисування                   | безпартійний                        | 0.15 %    | 75                |
| 21    | Сацький Володимир Іванович        | самовисування                   | безпартійний                        | 0.15 %    | 75                |
| 22    | Тосич Людмила Іванівна            | самовисування                   | безпартійна                         | 0.13 %    | 66                |
| 23    | Берендєєв Іван Вікторович         | самовисування                   | безпартійний                        | 0.12 %    | 63                |
| 24    | Йовенко Тамара Іванівна           | самовисування                   | безпартійна                         | 0.10 %    | 54                |
| 25    | Карпов Сергій Олександрович       | самовисування                   | безпартійний                        | 0.10 %    | 52                |
| 26    | Мазур Олександр Володимирович     | самовисування                   | безпартійний                        | 0.10 %    | 51                |
| 27    | Васильківський Дмитро Петрович    | самовисування                   | безпартійний                        | 0.09 %    | 47                |
| 28    | Паюк Світлана Станіславівна       | самовисування                   | безпартійна                         | 0.07 %    | 39                |
| 29    | Чернов Ігор Андрійович            | самовисування                   | безпартійний                        | 0.07 %    | 38                |
| 30    | Капиця Сергій Миколайович         | самовисування                   | безпартійний                        | 0.07 %    | 37                |
| 31    | Корпан Галина Вікторівна          | самовисування                   | безпартійна                         | 0.07 %    | 36                |
| 32    | Барабошко Олександр Олександрович | самовисування                   | безпартійний                        | 0.07 %    | 35                |
| 33    | Міненок Іван Павлович             | самовисування                   | Блок Петра Порошенка                | 0.07 %    | 35                |
| 34    | Абісов Артур Володимирович        | самовисування                   | безпартійний                        | 0.06 %    | 33                |
| 35    | Точіліна Аліна Михайлівна         | самовисування                   | безпартійна                         | 0.06 %    | 31                |
| 36    | Кирилюк Андрій Михайлович         | самовисування                   | безпартійний                        | 0.05 %    | 29                |
| 37    | Шутов Володимир Сергійович        | самовисування                   | безпартійний                        | 0.05 %    | 25                |
| 38    | Кондратюк Юрій Олександрович      | самовисування                   | безпартійний                        | 0.04 %    | 21                |
| 39    | Гребенченко Олексій Алімович      | самовисування                   | безпартійний                        | 0.04 %    | 20                |
| 40    | Клейкевич Павло Вікторович        | самовисування                   | безпартійний                        | 0.03 %    | 19                |
| 41    | Сорока Андрій Валентинович        | самовисування                   | безпартійний                        | 0.03 %    | 19                |
| 42    | Блінов Андрій Юрійович            | Політична партія «Єдина країна» | безпартійний                        | 0.03 %    | 18                |
| 43    | Бондар Олексій Володимирович      | самовисування                   | безпартійний                        | 0.03 %    | 16                |
| 44    | Бобро Наталя Сергіївна            | самовисування                   | безпартійна                         | 0.03 %    | 15                |
| 45    | Величко Олександр Володимирович   | самовисування                   | безпартійний                        | 0.03 %    | 15                |
| 46    | Кобзар Лілія Іванівна             | самовисування                   | безпартійна                         | 0.03 %    | 15                |
| 47    | Семикоз Віктор Васильович         | самовисування                   | безпартійний                        | 0.03 %    | 15                |
| 48    | Усик Юрій Валентинович            | самовисування                   | безпартійний                        | 0.03 %    | 15                |
| 49    | Жуков Юрій Леонідович             | самовисування                   | безпартійний                        | 0.02 %    | 14                |
| 50    | Чігіна Наталія Владиславівна      | самовисування                   | безпартійна                         | 0.02 %    | 14                |
| 51    | Волошина Олена Вікторівна         | самовисування                   | безпартійна                         | 0.02 %    | 12                |
| 52    | Диннік Вадим Олександрович        | самовисування                   | безпартійний                        | 0.02 %    | 12                |
| 53    | Єремєєнко Марія Олегівна          | самовисування                   | безпартійна                         | 0.02 %    | 12                |
| 54    | Шамрай Павло Костянтинович        | самовисування                   | Блок Петра Порошенка                | 0.02 %    | 12                |
| 55    | Бойко Костянтин Олександрович     | самовисування                   | безпартійний                        | 0.02 %    | 11                |
| 56    | Караговнік Антон Юрійович         | самовисування                   | безпартійний                        | 0.02 %    | 11                |
| 57    | Пасічник Оксана Анатоліївна       | самовисування                   | безпартійна                         | 0.02 %    | 11                |
| 58    | Ковтун Владислав Михайлович       | самовисування                   | безпартійний                        | 0.02 %    | 10                |
| 59    | Ніколаєнко Любов Федорівна        | самовисування                   | безпартійна                         | 0.02 %    | 10                |
| 60    | Сіваков Леонід Миколайович        | самовисування                   | безпартійний                        | 0.02 %    | 10                |
| 61    | Троян Олег Олегович               | самовисування                   | Блок Петра Порошенка                | 0.02 %    | 10                |
| 62    | Латій Богдан Вікторович           | самовисування                   | безпартійний                        | 0.01 %    | 9                 |
| 63    | Левченко Олег Анатолійович        | самовисування                   | безпартійний                        | 0.01 %    | 9                 |
| 64    | Блоцький Юрій Сергійович          | самовисування                   | безпартійний                        | 0.01 %    | 8                 |
| 65    | Гомон Андрій Віталійович          | самовисування                   | безпартійний                        | 0.01 %    | 8                 |
| 66    | Кирій Сергій Анатолійович         | самовисування                   | безпартійний                        | 0.01 %    | 8                 |
| 67    | Назаров Леонід Леонідович         | самовисування                   | безпартійний                        | 0.01 %    | 8                 |
| 68    | Орєхова Валентина Іванівна        | самовисування                   | безпартійна                         | 0.01 %    | 8                 |
| 69    | Коломієць Олег Геннадійович       | самовисування                   | безпартійний                        | 0.01 %    | 7                 |
| 70    | Кривенко Олександр Іванович       | самовисування                   | безпартійний                        | 0.01 %    | 7                 |
| 71    | Рибалко Альона Сергіївна          | самовисування                   | безпартійна                         | 0.01 %    | 7                 |
| 72    | Таранова Олександра Леонтіївна    | самовисування                   | безпартійна                         | 0.01 %    | 7                 |
| 73    | Діордієв Геннадій Дмитрович       | самовисування                   | безпартійний                        | 0.01 %    | 6                 |
| 74    | Крутчак Василь Васильович         | самовисування                   | безпартійний                        | 0.01 %    | 6                 |
| 75    | Стасюк Олександр Андрійович       | самовисування                   | безпартійний                        | 0.01 %    | 6                 |
| 76    | Стельмащук Юрій Іванович          | самовисування                   | безпартійний                        | 0.01 %    | 6                 |
| 77    | Каленюк Сергій Іванович           | самовисування                   | безпартійний                        | 0.01 %    | 5                 |
| 78    | Огородников Вадим Володимирович   | самовисування                   | безпартійний                        | 0.01 %    | 5                 |
| 79    | Пилипенко Наталія Іванівна        | самовисування                   | безпартійна                         | 0.01 %    | 5                 |
| 80    | Полуботько Роман Михайлович       | самовисування                   | безпартійний                        | 0.01 %    | 5                 |
| 81    | Наумчук Ярослав Володимирович     | самовисування                   | безпартійний                        | 0.00 %    | 4                 |
| 82    | Попов Ярослав Віталійович         | самовисування                   | безпартійний                        | 0.00 %    | 4                 |
| 83    | Черненко Валентина Анатоліївна    | самовисування                   | безпартійна                         | 0.00 %    | 4                 |
| 84    | Петренко Олександр Анатолійович   | самовисування                   | безпартійний                        | 0.00 %    | 3                 |
| 85    | Платонов Павло Михайлович         | самовисування                   | безпартійний                        | 0.00 %    | 3                 |
| 86    | Погорєлов Владислав Олександрович | самовисування                   | безпартійний                        | 0.00 %    | 2                 |
| 87    | Саволюк Дмитро Володимирович      | самовисування                   | безпартійний                        | 0.00 %    | 2                 |
| 88    | Скубченко Олександр Володимирович | самовисування                   | безпартійний                        | 0.00 %    | 2                 |
| 89    | Рубахін Артем Ігорович            | самовисування                   | безпартійний                        | 0.00 %    | 1                 |
| 90    | Усенко Антон Володимирович        | самовисування                   | безпартійний                        | 0.00 %    | 1                 |
| 91    | Чириднік Юрій Анатолійович        | самовисування                   | безпартійний                        | 0.00 %    | 1                 |

## Реакція на події

### Суд
Чернігівський окружний адміністративний суд, попри підкупи тисяч чернігівців і неспростовні докази цього, відмовився визнати явне — підкуп виборців зі сторони двох головних претендентів — Березенка та Корбана. На обох кандидатів (обоє ніколи не жили в Чернігові) подав за численні грубі порушення відомий чернігівський активіст Ігор Андрійченко.

### Міліція
Міліція, як правило, бездіяльна. Тому Березенко запросив депутатів ВРУ. За його словами, «зараз тут знаходиться більше половини фракції», бо «міліція приїжджає і лише констатує факт побиття».

### Влада
Жодної заяви станом на 22 липня 2015 року від Президента України не було. Петро Порошенко лише за кілька годин до старту виборів дав оцінку того, що відбувається в Чернігові, назвавши це ганьбою. Проте жодний дій так і не було. Він не відкликав свого однопартійця Березенка, який зробив чи не найбільше порушень, і ніяк не відреагував на відкритий підкуп Корбаном виборців (продуктові набори та інше).
Міністр МВС Аваков ще 19 липня планував, а 21 липня відправив спеціальні підрозділи міліції «для гарантування безпеки». ЦВК 20 липня звернулася до МВС з проханням запобігти правопорушенням у Чернігові.

### Посол ЄС
Посол ЄС, Ян Томбінський закликав провести вибори в рамках законодавства. Він констатував, що в останні роки в Україні «катастрофічні наслідки відсутності юридичної відповідальності тих, хто діяв поза законом і духу виборів».

## Гасла кандидатів

### Березенко
- Доручення громади — закон!
- Доручи і контролюй!

### Корбан
- Укроп проти редиски;

## Цікаві факти
- Чернігівський окружний адміністративний суд, попри підкупи тисяч чернігівців і неспростовні докази цього, відмовився визнати явне — підкуп виборців зі сторони двох головних претендентів — Березенка та Корбана[28][34];
- Під час реєстрації кандидатів був встановлений рекорд із кількості зареєстрованих кандидатів — 127 чоловік. Це найбільша кількість за всю історію виборів в Україні[35];
- Після закінчення терміну реєстрації 36 кандидатів зняли свої кандидатури, встановивши ще один рекорд — із кількості знятих кандидатур. Спеціалісти заявляють, що більшість кандидатів — технічні[35];
- Гурт ТіК давав концерт на підтримку обох головних кандидатів — спочатку за Корбана, потім — за Березенка;
- Ще до початку виборів міністр МВС Аваков відправив спецназ до Чернігова;
- Більшість кандидатів жодного відношення до Чернігова, як і до 205 округу не мають;
- Ні Корбан (н. Дніпропетровськ), ні Березенко (н. Вінниця) до початку призначення виборів не були в Чернігові, однак під час виборчої компанії заявляли, що добре знають проблеми чернігівців. У зв'язку з цим був кумедний випадок із Корбаном, коли він заявив, що знає всі транспортні проблеми Чернігова і вирішить їх, в тому числі — метро;
- На рекламні компанії було витрачено[36] більше 100 млн гривень, що дозволило б вирішити одну з найбільших проблем Чернігова — закупити нові тролейбуси, натомість Березенко запропонував купити тролейбуси в кредит під великий процент;

## Галерея

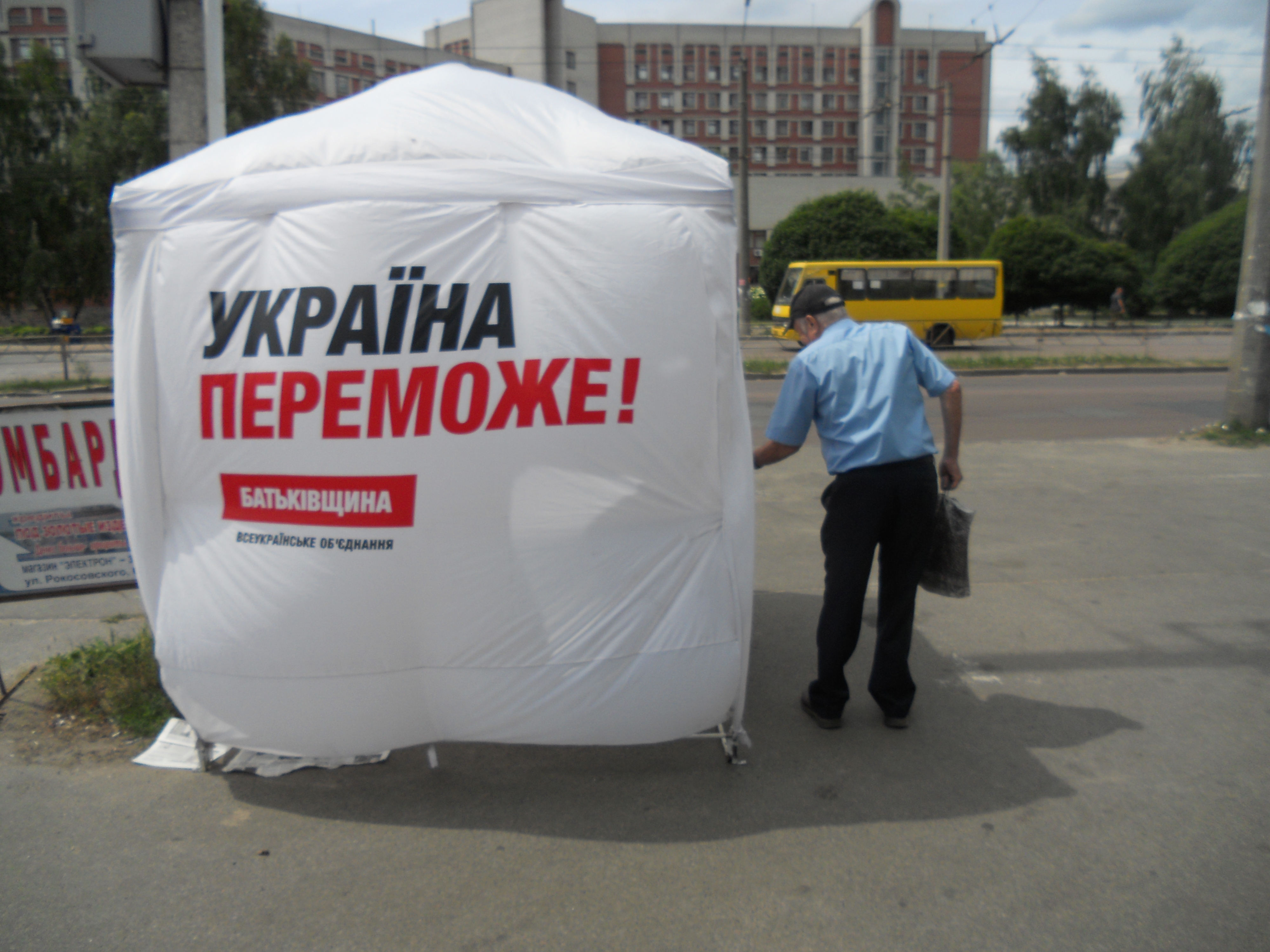
Агітпалатка Батьківщини до виборів на 205 окрузі, 17 липня 2015
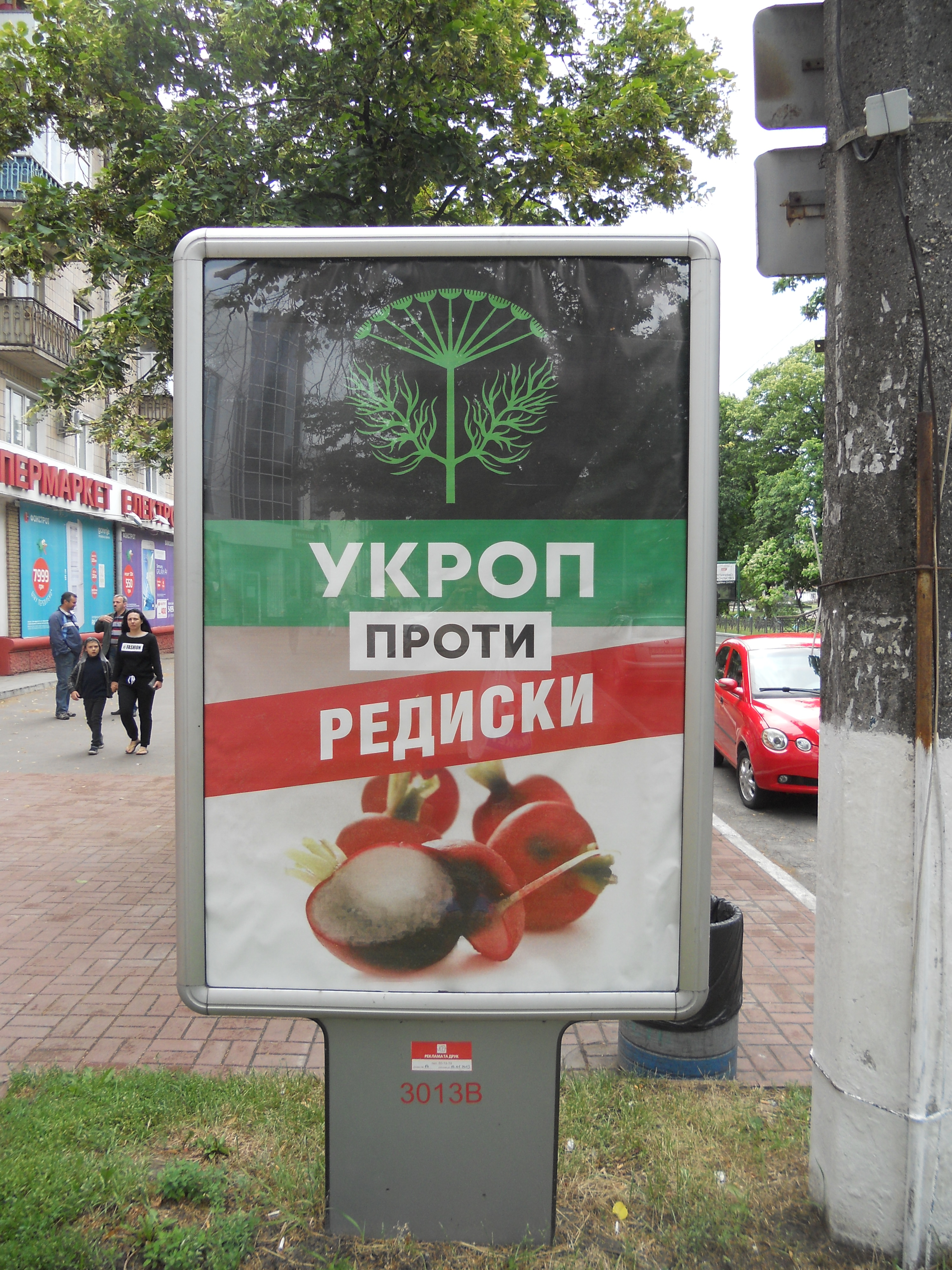
Укроп проти редиски - одне з гасел Корбана
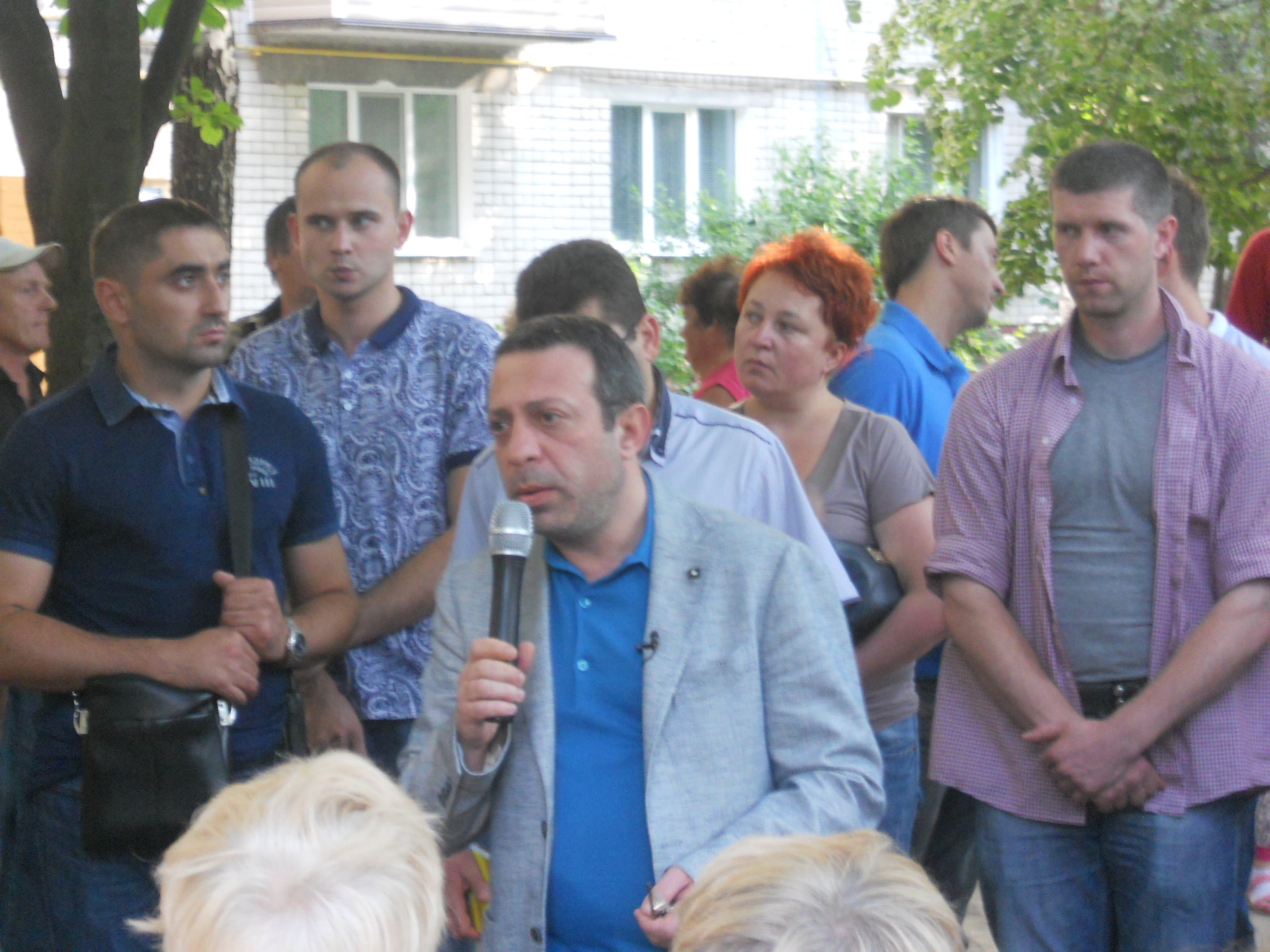
Під час зустрічі з Корбаном
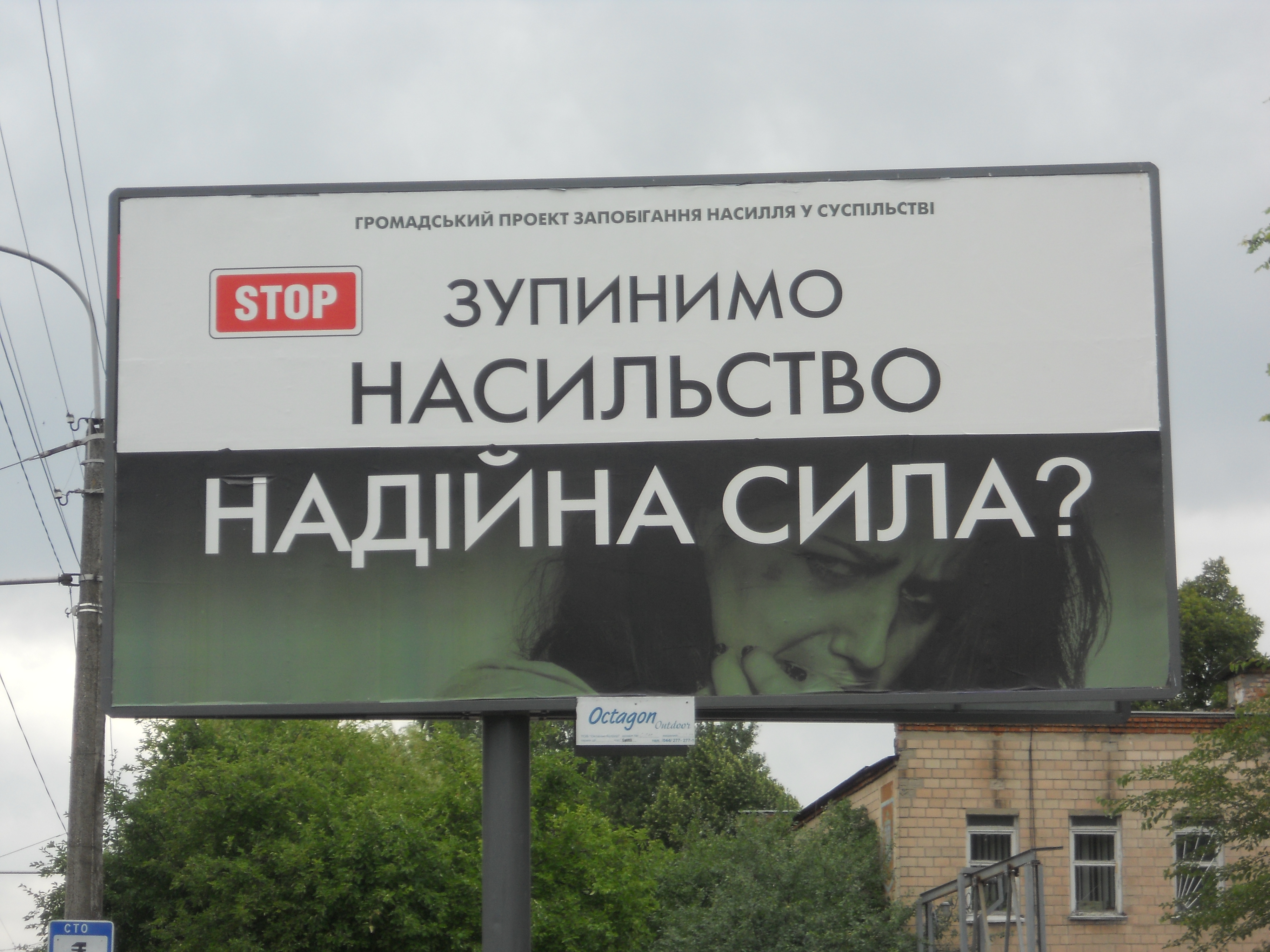
Антиреклама Березенка проти Корбана
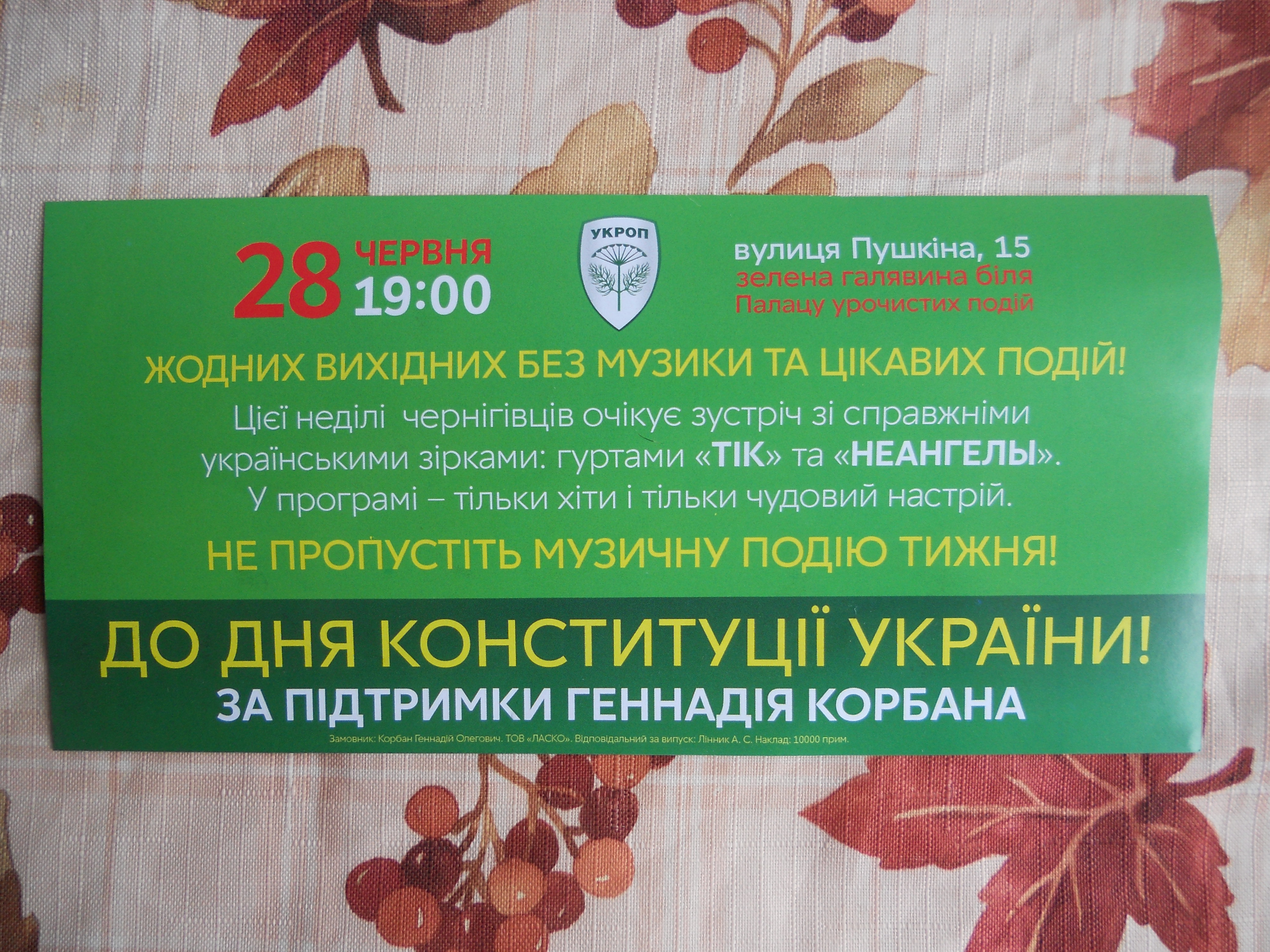
Запрошення на концерт (Корбан), 28 червня 2015
Запрошення на концерт (Корбан), Тік та НеангелиЗапрошення на концерт (Корбан), Тік та Неангели
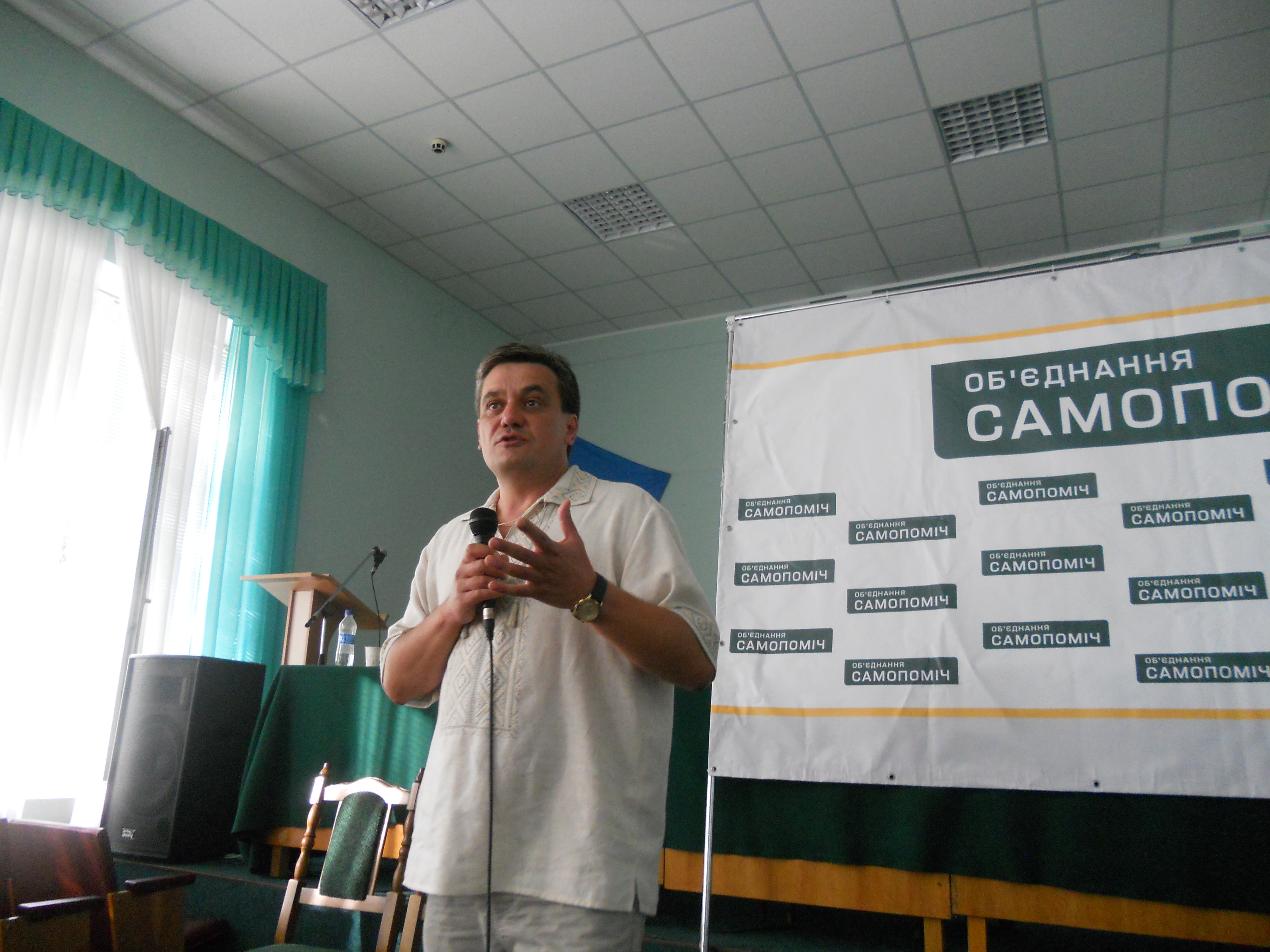
Зуб Володимир Іванович на зустрічі з виборцями 24.06.2015
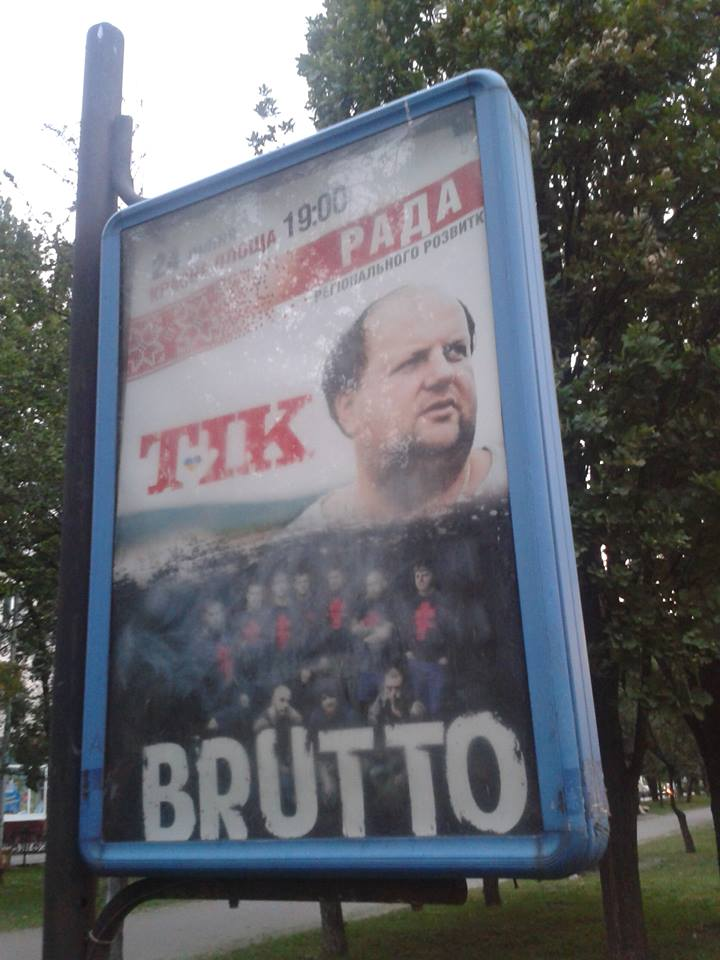
Запрошення на концерт від Березенка